# Rio Claro (vattendrag i Brasilien, São Paulo, lat -21,85, long -48,97)
Rio Claro är ett vattendrag i Brasilien.   Det ligger i delstaten São Paulo, i den södra delen av landet, 700 km söder om huvudstaden Brasília.
Omgivningarna runt Rio Claro är en mosaik av jordbruksmark och naturlig växtlighet. Runt Rio Claro är det ganska glesbefolkat, med 47 invånare per kvadratkilometer.